# Hermann Heinrich Pagendarm
Hermann Heinrich Pagendarm (* 30. Dezember 1674 in Osnabrück; † 30. April 1749 in Heyen) war ein deutscher evangelisch-lutherischer Geistlicher und Ostasien-Reisender.

## Leben
Hermann Heinrich Pagendarm war der ältere Sohn des Kantors Johann Jacob Pagendarm und seiner Frau Margareta Elisabeth, geb. Hopmann. Johann Gerhard Pagendarm war sein jüngerer Bruder. 
1679 zog die Familie nach Lübeck, wo er bis 1692 das Katharineum zu Lübeck besuchte. Wohl 1692 ging er mit der Niederländischen Ostindien-Kompanie nach Indien und Batavia und hielt sich dort im Gefolge des Gesandten Vizeadmiral Wybrand Lycochthon etliche Jahre auf. 1697 kam er nach Lübeck zurück und studierte ab Michaelis 1698 an der Universität Rostock. Am 27. Januar 1699 hielt er an der Rostocker Universität eine lateinische Rede über seine Reise. Am 26. Juli 1700 immatrikulierte er sich an der Universität Wittenberg, wo er 1700 als Respondent unter dem Vorsitz von Heinrich Klausing in Erscheinung trat und sich am 13. Oktober 1701 den akademischen Grad eines Magisters der philosophischen Wissenschaften erwarb. Im folgenden Jahr präsidierte er bei der Disputation seines Bruders.
Ab 1702 war er Pastor am Fraterhaus Herford. 1713 wurde er Pastor in Heyen und Frenke (Emmerthal), wo er bis an sein Lebensende blieb.

## Schriften
- Doctam et dissimulatam quarundam rerum naturalium ignorationem cum simulata aliorum scientia collatum. Wittenberg 1701

Digitalisat, Bayerische Staatsbibliothek
- Disp. de disserendi capitibus, e memoria rei poëticae repetitis. Wittenberg 1702
- De peplo veterum.  Wittenberg 1702

Digitalisat, Bayerische Staatsbibliothek